# Marcelo Aniello
Marcelo Aniello  (São Paulo, 2 de janeiro de 1966) é um fotógrafo Brasileiro.

## Biografia
Marcelo Aniello reconhecido internacionalmente como fotografo de Arquitetura, ha mais de 20 anos fotografando em varias partes do mundo, tendo em seu curriculo premios e exposicoes no Brasil, Estados Unidos, Europa e Asia.
Editor responsável pela Editora Golf Journal Group e fotógrafo que com sua fotografia ficou nacional e internacionalmente conhecido por suas exposições na Bienal Internacional de Arte de São Paulo, construído por Niemeyer, fotos publicadas em revistas internacionais, tais como: Architectural Digest, Metropolitan Home, Architectural Record, Modern Luxury magazine, Vogue Maison, Paris - França, Vivre au Jardin assim como os mais renomados Arquitetos, Niemeyer, Botti & Rubin, Paulo Mendes da Rocha, entre outros. Marcelo também fotografou varias revistas e empresas do Brasil como Casa Claudia, Revista Projeto, Arquitetura e Construção, entre outras  e também incluindo grandes empresas como Alcan, Saint-Gobain, Alcoa.
No inicio dos anos 90, morou em Portugal e França, incluindo em seu curriculo trabalhos para revistas como;
Casa e Decoraçao, Casa Claudia Portugal, Plaisir de la Maison França, Vivre au Jardin França, Vogue Maison, entre outras publicaçoes.
Hoje se dedica aos seus estúdios nos Estados Unidos e Brasil, como Publisher vem se destacando com as revistas Miami Golf Journal, e Texas Golf Journal.

## Prêmios
- [1983] -  Premiado no concurso Foto Cine Clube Bandeirante[2]
- [1989] -  Primeiro lugar no concurso "Lisboa Ideia" premiado em Lisboa, Portugal [2]
- [2002] -  Primeiro lugar no concurso do Instituto de Arquitetos do Brasil [2]

## Exposições
- [1998] - Bienal Internacional de Arte de São Paulo
- [1999] - Bienal Internacional de Arte de São Paulo
- [2000] - Bienal Internacional de Arte de São Paulo
- [2002] - Bienal Internacional de Arte de São Paulo
- [2003] - Politec
- [2004] - Bienal Internacional de Arte de São Paulo
- [2007] - Ornare - Miami-Florida
- [2007] - Florense - Miami - Florida
- [2008] - Tastemakers Showcase - Art Basel Miami patrocinado pela Ornare - Miami - Florida
- [2011] - FORMAS - LB Home Artefacto - Salvador - Bahia [3]